# Alexeï Gordeïevitch Ieriomenko
Pour les articles homonymes, voir Ieriomenko.
Alexeï Gordeïevitch Ieriomenko (ou Eriomenko, ou Yeryomenko ; en russe : Алексей Гордеевич Ерёменко, en ukrainien : Олексі́й Горді́йович Єре́менко, Oleksiy Hordiyovitch Erémenko), né le 31 mars 1906 à Tersianka, dans le gouvernement de Iekaterinoslav et mort au combat le 12 juillet 1942 près du village de Khoroshee, dans l'oblast de Louhansk, est un commissaire politique soviétique de la Seconde Guerre mondiale.

## Biographie
Né en 1906 à Tersyanka, dans l'Empire russe, au sein d'une famille nombreuse vivant dans la pauvreté, Yeryomenko dut travailler dès l'âge de 14 ans, d'abord pour les chemins de fer, puis en usine. Après la fondation du kolkhoz Avangard dans sa ville natale, il rejoignit l'organisation de jeunesse communiste Komsomol. Il y obtint des postes de plus en plus importants, avant d'en devenir le responsable. Il intégra l'Armée rouge comme volontaire quelques mois après le déclenchement de l'invasion allemande de 1941, ouvrant le front de l'Est. Il fut alors nommé commissaire politique au sein du 220e régiment de fusiliers (de la 4e division de fusiliers, dépendant de la 18e armée). Lors d'une bataille contre les troupes allemandes près de Choroše, entre Lougansk et Lisičansk, après la mort du lieutenant Petrenko, il prit le commandement de la section de ce dernier et en entraîna les soldats à l'assaut contre l'ennemi en criant « Suivez-moi ! Pour la patrie ! Vers l'avant ! ». Cette scène fut immortalisée par une célèbre photographie intitulée Combat. Ce cliché fut pris par Max Alpert, photographe et journaliste de guerre. Yeryomenko tomba sous le feu ennemi à l'âge de 36 ans, immédiatement après cette scène.

## Hommages
Une statue fut dédiée en sa mémoire à l'endroit exact où il fut tombé au champ de bataille. Il existe également diverses autres sculptures et représentations reproduisant la photographie le montrant au combat, et ses images sont souvent utilisées pour célébrer la victoire de la guerre contre le nazisme.